# James Blanchard
Pour les articles homonymes, voir Blanchard.
James Blanchard (8 août 1942-) est un homme politique et un diplomate américain. Démocrate originaire du Michigan, il a servi en tant que membre de la Chambre des représentants des États-Unis, gouverneur du Michigan et ambassadeur américain au Canada.

## Biographie

### Jeunesse et études
Après des études au lycée de Ferndale, il obtint un baccalauréat ès arts à l'université du Michigan en 1964 et sa maîtrise en administration d'affaires de la même école en 1965. Fait  docteur en loi à l'université du Minnesota en 1968, il fut admis au barreau des avocats du Michigan la même année. Il commença sa pratique juridique à Lansing et servit à titre de conseiller pour le secrétaire d'État du Michigan en 1968-1969.

### Carrière politique
Assistant au procureur de l'État de 1969 à 1974, assistant administratif au procureur général de 1970 à 1971 et assistant vice-procureur général  de 1971 à 1972, il fut d'abord élu au quatre-vingt-quatorzième congrès en tant que démocrate dans le dix-huitième district michiganais, servant du 3 janvier 1975 au 3 janvier 1983.
Ne s'étant pas présenté pour sa réélection en 1982, il a cependant défait le gouverneur républicain Richard Headlee, un ex-cadre pour la compagnie d'assurance Farmington Hills. Blanchard servit pendant deux mandats de 1983 à 1991 jusqu'à sa défaite par le sénateur d'état républicain John Engler en 1990.
Blanchard s'était pris dans une affaire de nomination à la cour suprême du Michigan. Le 9 décembre 1982, le gouverneur républicain sortant William Milliken nomma Dorothy Comstock Riley à la cour suprême pour mettre fin à la vacance du siège causée par la mort du juge Blair Moody le 26 novembre.
Après sa défaite en 1990, il revint à la pratique du droit, ayant été nommé conseiller pour la firme michiganaise Kramer Mellen. Le président Bill Clinton le nomma au poste d'ambassadeur au Canada, une fonction qu'il occupa de 1993 à 1996. Il dut notamment réaffirmer le soutien américain envers le Canada lors du référendum québécois de 1995.
En 2002, Blanchard tenta à nouveau de se faire élire gouverneur, mais il finit en troisième position de la primaire démocrate avec 24 % des suffrages, derrière Jennifer Granholm (48 %) et David Bonior (28 %). Depuis 2004, il est associé dans la firme Piper Rudnick de Washington D.C. et il réside à Pleasant Ridge.